# Der Senator für Finanzen
Der Senator für Finanzen ist das Finanzministerium des Bundeslandes Freie Hansestadt Bremen. Derzeit ist Björn Fecker (Bündnis 90/Die Grünen) Finanzsenator. Staatsräte sind Martin Hagen und Wiebke Stuhrberg (beide Bündnis 90/Die Grünen).

## Aufgaben
Die Aufgabe des Senators für Finanzen ist die Verwaltung und Steuerung aller Finanzen und des Vermögens der Freien Hansestadt Bremen und der Stadtgemeinde Bremen. Er ist sowohl für die Finanzen von Land und Stadtgemeinde Bremen zuständig als auch für EU- und Bundesmittel und das Steuerwesen.
Neben diesen Aufgaben sind dem Ressort durch die Geschäftsverteilung im Senat folgende Aufgaben zugeordnet: Öffentliches Dienst- und Tarifrecht, Personalcontrolling, Personalentwicklung, Gesundheitsmanagement und Ausbildung, Verwaltungsorganisation/Modernisierung der öffentlichen Verwaltung, IT und eGovernment sowie das Immobilien-, Bau- und Facilitymanagement. 2016 wurden die Aufgaben der EU-Prüfbehörde übertragen.
Insgesamt sind im Geschäftsbereich des Senators für Finanzen etwa 2800 Mitarbeiter beschäftigt. Direkt beim Senator für Finanzen arbeiten 280 Mitarbeiter.

## Dienstsitz

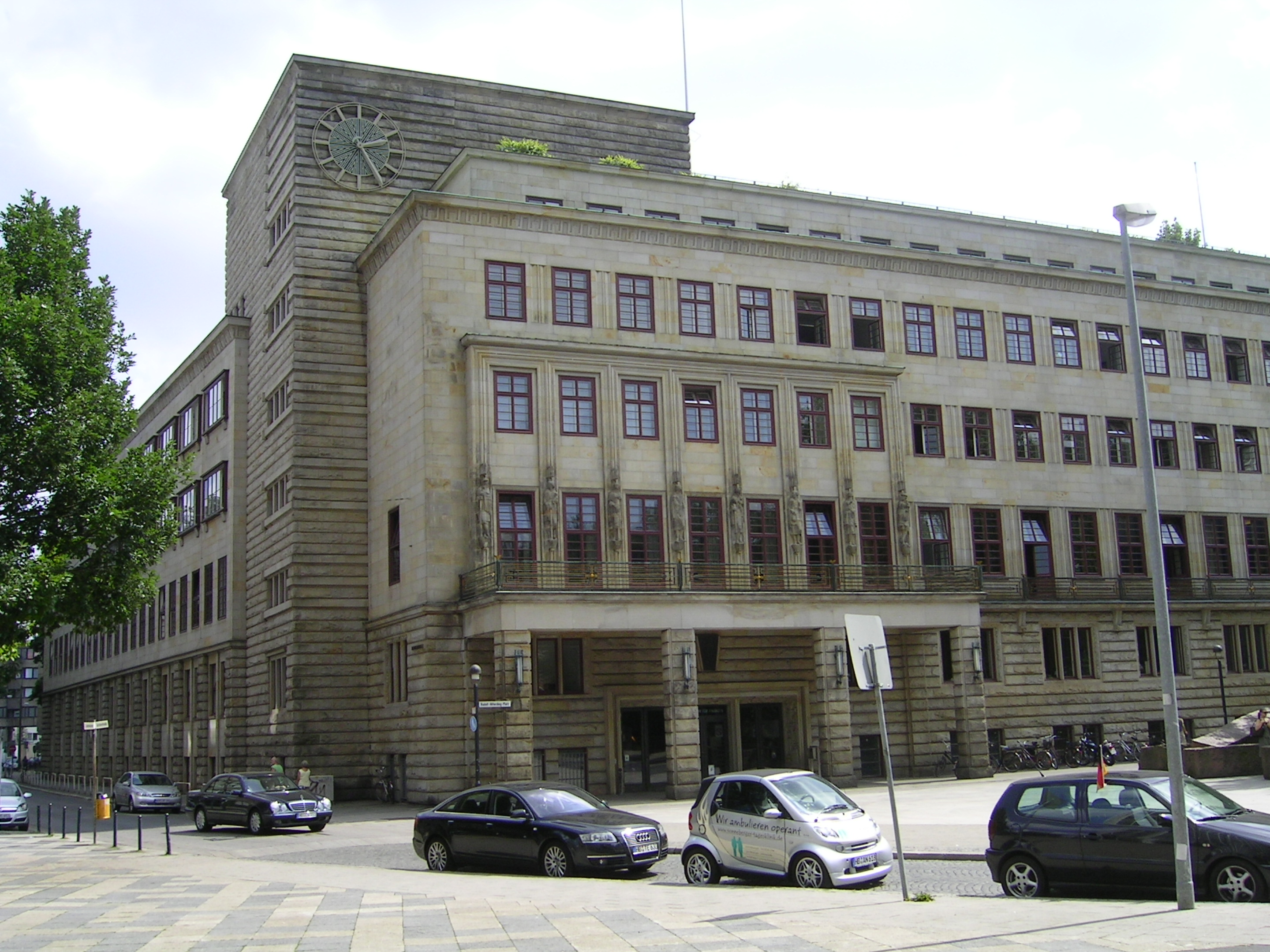
Haupteingang des Hauses des Reichs

Der Dienstsitz des Finanzsenators ist das Haus des Reichs, ein denkmalgeschütztes Gebäude an den Bremer Wallanlagen aus den späten 1920er Jahren. Das Gebäude wurde als „Kontorhaus“ von 1928 bis 1931 von der Nordwolle erbaut, die ihren Unternehmenssitz von Delmenhorst nach Bremen verlegt hatte. Mit der Errichtung des Hauses beabsichtigten die Unternehmensleiter, die Brüder Georg Carl Lahusen, Heinrich Lahusen und Friedrich Lahusen, sich ein Denkmal in Form eines Verwaltungspalastes zu setzen. Architekten waren die Brüder Hermann Gildemeister und Eberhard Gildemeister. Nach der Bauabnahme im Februar 1931 ging die Nordwolle noch vor der Einweihung im Juli des gleichen Jahres in die Insolvenz. 1934 übernahm die Reichsfinanzverwaltung des Deutschen Reiches das Gebäude. In der Nachkriegszeit zog bei der Gründung des Landes Bremen der Finanzsenator in das Gebäude ein.